# Diethardt
Die Ortsgemeinde Diethardt liegt im Blauen Ländchen im Rhein-Lahn-Kreis in Rheinland-Pfalz. Sie gehört der Verbandsgemeinde Nastätten an.

## Geographie
Diethardt liegt im Blauen Ländchen zwischen Wiesbaden und Koblenz im westlichen Hintertaunus. Die Gemeinde gliedert sich in die Ortsteile Diethardt und Münchenroth. Der Mühlbach, ein Nebenfluss der Lahn, fließt durch die Ortsmitte.

## Geschichte
Die älteste Erwähnung des Kirchspiels Diethardt stammt aus dem Jahr 1260. Die Grafen von Katzenelnbogen waren bis 1479 Landesherren der Niedergrafschaft Katzenelnbogen und damit auch Diethardts, Landgraf Ernst I. von Hessen-Rheinfels sorgte 1666 für eine Wiederansiedlung auf dem Gebiet des im Dreißigjährigen Krieg völlig verwüsteten Ortes. Seit 1816 gehörte der Ort zum Herzogtum Nassau, ab 1866 zum Königreich Preußen. Seit 1946 ist Diethardt Teil des Landes Rheinland-Pfalz.
Am 10. Juni 1979 wurde die bis dahin selbständige Ortsgemeinde Münchenroth mit 60 Einwohnern nach Diethardt eingemeindet.
Bevölkerungsentwicklung
Die Entwicklung der Einwohnerzahl auf dem Gebiet der heutigen Gemeinde Diethardt; die Werte von 1871 bis 1987 beruhen auf Volkszählungen:
| Jahr | Einwohner |
| ---- | --------- |
| 1815 | 280       |
| 1835 | 329       |
| 1871 | 313       |
| 1905 | 260       |
| 1939 | 246       |
| 1950 | 299       |
| 1961 | 262       |

| Jahr | Einwohner |
| ---- | --------- |
| 1970 | 246       |
| 1987 | 254       |
| 1997 | 278       |
| 2005 | 297       |
| 2011 | 238       |
| 2017 | 232       |

## Religion
Die Gemeinde ist kirchlich der Evangelischen Kirche in Hessen und Nassau bzw. dem katholischen Bistum Limburg zugeordnet.

## Politik

### Gemeinderat
Der Gemeinderat in Diethardt besteht aus sechs Ratsmitgliedern, die bei der Kommunalwahl am 9. Juni 2024 in einer Mehrheitswahl gewählt wurden, und der ehrenamtlichen Ortsbürgermeisterin als Vorsitzender.

### Bürgermeister
Kerstin Reek-Berghäuser wurde 2019 Ortsbürgermeisterin von Diethardt. Bei der Direktwahl am 26. Mai 2019 hatte sie sich mit einem Stimmenanteil von 75,38 % gegen einen Mitbewerber durchgesetzt und wurde damit Nachfolgerin von Dieter Schlemann, der nach 15 Jahren in Amt nicht mehr für diese Aufgabe kandidiert hatte. Bei der Direktwahl am 9. Juni 2024 wurde Reek-Berghäuser als einzige Bewerberin mit 87,6 % für weitere fünf Jahre in ihrem Amt bestätigt.

### Wappen
| Wappen von Diethardt | Blasonierung: „In Rot ein durchgehendes goldenes Kreuz, in dessen Winkeln je drei (2:1) goldene Kreuzchen.“ |
| Wappen von Diethardt | Wappenbegründung: So der Schild in dem SIGIL(V)M DITHART ET WEIDENBACH des 16. Jahrhunderts. Es ist dies das Stammwappen der Grafen von Leiningen-Westerburg, der Lehnsherren des Ortes, die ihn nach dem Aussterben der Lehnsträger, der Herren von Geroldstein, 1569 übernahmen und 1578 an Hessen-Rheinfels abtraten. Das in der Umschrift genannte Weidenbach, gleichfalls geroldsteinscher Besitz, hat gerichtlich wie kirchlich zu Diethardt gehört. |

## Kultur und Sehenswürdigkeiten
Zu den Sehenswürdigkeiten in Diethardt gehören die evangelische Dorfkirche aus dem 18. Jahrhundert, die von Pfarrer Gerhard Helfrich Preuschen als Pfarrer in Diethardt von 1722 bis 1746, (vgl. lateinische Inschrift im Inneren der Kirche) an der Stelle errichtet wurde, an der vordem eine ältere, vor der Reformation dem Heiligen Diethardt geweihte, Kirche stand. Im alten Backeshaus ist heute die Bücherei der Gemeinde untergebracht.
Einmal im Jahr wird das traditionelle Backesfest ausgerichtet, bei dem im alten Backeshaus wieder Brot und Kuchen gebacken wird; außerdem gibt es seit ein paar Jahren ein Brunnenfest.

## Wirtschaft und Infrastruktur
Der ehemalige Luftkurort war bis in die 1980er Jahre bekannt und touristisch erschlossen (ein Hotel, zwei Gaststätten). Infolge des demographischen Wandels verschlechterte sich jedoch die wirtschaftliche Lage in der Gemeinde, und 2002 schloss zunächst die letzte Gaststätte. Erst im Sommer 2013 öffnete wieder eine Gaststätte im Ortsteil Münchenroth.
Seit dem Winter 2003 befand sich auf dem Gelände der letzten Gaststätte ein Ponyhof, der Hof Weidengrund, der während der Ferienzeit zahlreiche, meist junge, weibliche Besucher anlockte und damit den Tourismus im Dorf leicht belebte. Nachdem 2006 der Ponyhof wegzog, wird das Gelände von einer Familie bewohnt.

Den Mittelpunkt des Dorflebens stellt das Anfang der 1970er Jahre erbaute Dorfgemeinschaftshaus dar, in dem regelmäßig Dorffeierlichkeiten abgehalten werden und das jedem Einwohner zur Nutzung zur Verfügung steht.
Diethardt besitzt eine Freiwillige Feuerwehr, die 2004 zum ersten Mal seit den 1960er Jahren zu einem Brandeinsatz im Ortsteil Münchenroth ausrücken musste.

## Persönlichkeiten
Von 1998 bis 2008 lebte der Schriftsteller Bjørn Jagnow (* 1972), der zahlreiche belletristische und fachliche Veröffentlichungen vorweisen kann, in Diethardt. Er hat verschiedenste Literatur- und Kulturpreise erhalten bzw. war dafür nominiert.

## Sonstiges
1999 drehte das ZDF Teile der „Ein Fall für zwei“-Produktion „Von Nagel zu Nagel“. In den Wiesen vor dem Ort wurde Lösegeld für entführte Gemälde abgeworfen. Die Auswahl des Drehortes ist der Familie Besier zu verdanken, Wiesbadener Kaufleuten, die in den 1980er Jahren das ehemalige Pfarrhaus erworben hatten.